# Tottsjön
Tottsjön är en sjö i Laxå kommun i Västergötland och ingår i Göta älvs huvudavrinningsområde. Sjön har en area på 0,0723 kvadratkilometer och ligger 88 meter över havet.

## Delavrinningsområde
Tottsjön ingår i det delavrinningsområde (654054-140286) som SMHI kallar för Utloppet av Skagern. Medelhöjden är 83 meter över havet och ytan är 302,31 kvadratkilometer. Räknas de 345 avrinningsområdena uppströms in blir den ackumulerade arean 5 026,15 kvadratkilometer. Gullspångsälven (Liälven) som avvattnar avrinningsområdet har biflödesordning 2, vilket innebär att vattnet flödar genom totalt 2 vattendrag innan det når havet efter 230 kilometer. Avrinningsområdet består mestadels av skog (32 %) och jordbruk (12 %). Avrinningsområdet har 132,29 kvadratkilometer vattenytor vilket ger det en sjöprocent på 43,7 %.